# Zeneize (2001)
Zeneize è una raccolta del gruppo musicale italiano Buio Pesto, pubblicata nel 2001.

## Descrizione
L'album raccoglie canzoni già pubblicate negli album distribuiti dal 1995 al 2000. La raccolta ha venduto 6 000 copie.
Il termine zeneize, in lingua ligure, significa proprio "genovese".

## Tracce
1. Pin de musse
2. Rootsie & Boopsie (Ruzzo & Buzzo)
3. Zeneize
4. Me n'imbelino
5. Colombo
6. E.T.
7. Cosmolandia
8. Invaxon
9. Buio Pesto
10. Ma ou belan
11. Belinlandia
12. Mia un po
13. Ninin

## Formazione
- Massimo Morini – voce e tastiera
- Davide Ageno – chitarra e voce
- Nino Cancilla – basso
- Danilo Straulino – batteria
- Federica Saba – voce
- Gianni Casella – voce
- Massimo Bosso – testi e voce